# Каталан, Арнальдо
Арнальдо Каталан (исп. Arnaldo Catalan; род. 18 сентября 1966, Манила, Филиппины) — филиппинский прелат и ватиканский дипломат. Титулярный архиепископ Аполлонии с 31 января 2022. Апостольский нунций в Руанде с 31 января 2022.

## Биография
Арнальдо Санчес Каталан родился 18 сентября 1966 года в Маниле, Филиппины. 25 марта 1994 года рукоположен в священники Манильской архиепархии.
Он поступил на дипломатическую службу Святого Престола 1 июля 2001 года и служил в папских представительствах в Замбии, Кувейте, Мексике, Гондурасе, Турции, Индии, Аргентине, Канаде, Филиппинах и Китае (Тайбэй).
31 января 2022 года Папа Франциск назначил его титулярным архиепископом Аполлонии и апостольским нунцием в Руанде.